# Hallein (district)
Het politieke district Hallein is gelijk aan de Tennengau, een van de vijf streken van de Oostenrijkse deelstaat Salzburg.

## Steden
- Hallein
  - Adneter Riedl, Au, Bad Dürrnberg, Burgfried, Gamp, Gries, Hallein, Neualm, Taxach

## Gemeenten

### Marktgemeenten
- Abtenau
  - Abtenau, Au, Döllerhof, Erlfeld, Fischbach, Gseng, Hallseiten, Kehlhof, Leitenhaus, Lindenthal, Möselberg, Pichl, Rigaus, Salfelden, Schorn, Schratten, Seetratten, Seydegg, Stocker, Unterberg, Wagner, Waldhof, Wegscheid
- Golling an der Salzach
  - Golling an der Salzach, Obergäu, Torren
- Kuchl
  - Garnei, Gasteig, Georgenberg, Jadorf, Kellau, Kuchl, Moos, Unterlangenberg, Weißenbach
- Oberalm
  - Oberalm, Vorderwiestal

### Gemeenten
- Adnet
  - Adnet, Riedl, Spumberg, Waidach, Wimberg
- Annaberg-Lungötz
  - Annaberg im Lammertal, Braunötzhof, Gappen, Gappen, Hefenscher, Klockau, Neubach, Promberg, Steuer
- Bad Vigaun
  - Rengerberg, Riedl, Sankt Margarethen, Vigaun
- Krispl
  - Gaißau, Krispl
- Puch bei Hallein
  - Hinterwiestal, Puch bei Hallein, Sankt Jakob am Thurn
- Rußbach am Paß Gschütt
  - Gseng, Rußbachsaag, Schattau
- St. Koloman
  - Oberlangenberg, Taugl, Tauglboden
- Scheffau am Tennengebirge
  - Scheffau am Tennengebirge, Voregg, Wallingwinkl, Weitenau